# Tarasivka, Mala Vîska
Tarasivka (în ucraineană Тарасівка) este un sat în comuna Oleksandrivka din raionul Mala Vîska, regiunea Kirovohrad, Ucraina.

## Demografie
Componența lingvistică a localității Tarasivka
     Ucraineană (94%)
     Rusă (4%)
Conform recensământului din 2001, majoritatea populației localității Tarasivka era vorbitoare de ucraineană (94%), existând în minoritate și vorbitori de rusă (4%) și armeană (2%).